# Vallée-du-Haut-Saint-Laurent
La Vallée-du-Haut-Saint-Laurent, auparavant Montérégie-Ouest, est une ancienne subdivision de la région administrative de la Montérégie ayant existé de 2004 à 2015, représentée par la conférence régionale des élus (CRÉ) de Vallée-du-Haut-Saint-Laurent, et qui regroupait les neuf municipalités régionales de comté (MRC) situées dans l'Ouest de la Montérégie.
La subdivision de la Montérégie en trois territoires était unique au Québec et était inscrite dans la Loi sur le ministère des Affaires municipales, des Régions et de l'Occupation du territoire. Constituée en 2004, elle couvrait une superficie de 4 165 km2 et regroupait une population de 412 800 habitants en 2009. Les deux autres subdivisions de la Montérégie étaient l'agglomération de Longueuil et la Montérégie-Est.
Elle a été abrogée en 2015 lors de l'entrée en vigueur d'un amendement à la Loi sur le ministère des Affaires municipales, des Régions et de l'Occupation du territoire, dont l'effet a été de dissoudre les Conférences régionales des élus et d'annuler la division de la Montérégie en trois sous-régions.

## Toponymie
La région tire son nom de sa situation dans le bassin supérieur du fleuve Saint-Laurent au Québec, par opposition au Bas-Saint-Laurent. L'ajout du mot vallée permet de distinguer la région de la municipalité régionale de comté du Haut-Saint-Laurent, dont le toponyme est retenu plus tôt en 1982. Le nom de la région du Haut-Saint-Laurent est employé pour désigner une région dont le territoire correspond à l'ouest et au centre de la Vallée-du-Haut-Saint-Laurent (qui correspond à la sous-région du Suroît, dans l'ouvrage de la collection d'histoire régionale des Presses de l'Université Laval (2000). Les municipalités régionales de comté de Roussillon et des Jardins-de-Napierville y sont plutôt incluses dans la région appelée Richelieu - Yamaska - Rive-Sud.

## Géographie
La Vallée-du-Haut-Saint-Laurent se compose des cinq municipalités régionales de comté suivantes : Beauharnois-Salaberry, Le Haut-Saint-Laurent, Les Jardins-de-Napierville, Roussillon, Vaudreuil-Soulanges.
Elle correspond au pays du Suroît auquel se rajoutent les anciens comtés de Napierville et de Laprairie.
Elle est bornée au nord par la région des Laurentides et l'île de Montréal, desquelles elle est séparée respectivement par la rivière des Outaouais et le fleuve Saint-Laurent. Elle est bornée à l'est par l'agglomération de Longueuil et la Montérégie-Est, au sud par l'État de New York et à l'ouest par l'Est de l'Ontario. Elle couvre une superficie totale de 4 165 km2, dont 3 713 terrestres.

Carte de la Montérégie

La région de la Vallée-du-Haut-Saint-Laurent se situe dans la plaine du Saint-Laurent. Elle constitue une dénivellation importante entre le lac Saint-François en amont du fleuve Saint-Laurent et le lac Saint-Louis en aval, passant de 46 mètres d'altitude à 21 mètres et formant une série de cascades. Le relief est relativement plat hormis quelques élévations comme la montagne de Rigaud et le terrain ondulé dans le Haut-Saint-Laurent en bordure sud. Le territoire de la Vallée-du-Haut-Saint-Laurent est en grande partie occupé par l'agriculture. Les forêts, essentiellement de feuillus, se retrouvent sur la montagne de Rigaud et une bande couvrant Saint-Lazare et Hudson, à Kahnawake, de même que le territoire limitrophe de la frontière américaine. La région est arrosée par le fleuve Saint-Laurent, la rivière des Outaouais, les lacs fluviaux Saint-François, Saint-Louis et des Deux Montagnes. Plusieurs tributaires arrosent la région, notamment les rivières Châteauguay, Saint-Louis, de la Tortue, Rigaud, à la Raquette, Rouge, Beaudette.
Municipalités régionales de comté de la Vallée-du-Haut-Saint-Laurent
| Municipalité régionale de comté / Division de recensement (a) | Superficie (km2) (b) | Part du territoire | Nombre de municipalités | Nombre de collectivités amérindiennes | Chef-lieu et principale ville (si autre) |
| ------------------------------------------------------------- | -------------------- | ------------------ | ----------------------- | ------------------------------------- | ---------------------------------------- |
| Beauharnois-Salaberry                                         | 470,7                | 12,6 %             | 7                       | -                                     | Beauharnois, Salaberry-de-Valleyfield    |
| Haut-Saint-Laurent                                            | 1 174,0              | 31,5 %             | 13                      | 1                                     | Huntingdon, Ormstown                     |
| Jardins-de-Napierville                                        | 803,3                | 21,6 %             | 11                      | -                                     | Saint-Michel, Saint-Rémi                 |
| Roussillon                                                    | 423,2                | 11,4 %             | 11                      | 1                                     | Saint-Constant, Châteauguay              |
| Vaudreuil-Soulanges                                           | 855,4                | 23,0 %             | 23                      | -                                     | Vaudreuil-Dorion                         |
| Vallée-du-Haut-Saint-Laurent                                  | 3 726,6              | 100 %              | 65                      | 2                                     | Salaberry-de-Valleyfield, Châteauguay    |

## Histoire
La particularité géographique de la Vallée-du-Haut-Saint-Laurent, à la confluence de l'Outaouais et du Saint-Laurent en amont de l'archipel d'Hochelaga dans une zone de rapides sur le fleuve, détermine son histoire à toutes les époques, que ce soit chez les Amérindiens, en Nouvelle-France, sous le régime britannique ou au cours de la Confédération canadienne. De tout temps, les « Rapides-d'en-Haut » sont tantôt un verrou, tantôt une voie de pénétration, à la fois frontière réelle et zone de contact. Peu de régions sont ainsi liées à toute l'histoire économique canadienne.
Étienne Brûlé, considéré comme le premier Ontarois, est le premier Européen à naviguer sur l'Outaouais. Lors de la colonisation française, les rapides entre les lacs Saint-François et Saint-Louis rendent difficile la remontée du Saint-Laurent, la rivière des Outaouais devient ainsi la voie de pénétration des explorateurs puis de la traite des fourrures, les gouverneurs François-Marie Perrot puis Pierre de Rigaud de Vaudreuil installeront ainsi des comptoirs dans leurs seigneuries respectives de L'Île-Perrot et de Rigaud, la première en amont de Ville-Marie, la seconde stratégiquement située près des rapides de Carillon, qui y obligent le portage et donc un arrêt des voyageurs.
L'ouverture successive de canaux de gabarits toujours plus imposants, tant du côté de Soulanges, avec le canal de Coteau-du-Lac en 1783, le canal des Cascades en 1805, le premier canal de Soulanges inauguré en 1899, que du côté de Beauharnois, avec le premier canal de Beauharnois ouvert en 1845 et le canal actuel de Beauharnois en 1959, permettent à la région de se développer.
La Conférence régionale des élus de la Vallée-du-Haut-Saint-Laurent est constituée en 2004, portant le nom temporaire de Montérégie Ouest.

### Chronologie
|                | Événement |
| 6500 av. J.-C. | Premières traces de la présence de Paléoindiens sur l'île Thompson (lac Saint-François)                                                                                  |
| 3000 av. J.-C. | Expéditions de chasse et pêche des Amérindiens de l'Archaïque dans l'archipel de Coteau-du-Lac                                                                           |
| 1450-1500      | Village iroquoïen sur le site de Saint-Anicet |
| 1780           | Construction du canal de Coteau-du-Lac |
| 1792           | Création du comté de Huntingdon |
| 1799-1811      | Concession des cantons du Haut-Saint-Laurent |
| 1801           | Fondation de plusieurs écoles dans les cantons anglophones |
| 1813           | Bataille de la Châteauguay |
| 1819           | Début des services de bateau à vapeur sur les lacs Saint-Louis, Saint-François et des Deux Montagnes                                                                     |
| 1836           | Rattachement des paroisses catholiques de la région au nouveau diocèse de Montréal                                                                                       |
| 1838           | Combat des Patriotes à Beauharnois |
| 1839           | Village de Napierville dévasté |
| 1842-1845      | Construction du canal de Beauharnois |
| 1855           | Constitution des premières municipalités |
| 1857           | Création du district judiciaire de Beauharnois, les comtés de Vaudreuil et de Soulanges demeurent les seuls des environs de Montréal à dépendre du district de Montréal. |
| 1873           | Ouverture de la première beurrerie canadienne à Athelstan (Howick) |
| 1878           | Ouverture de l'usine de textiles de la Montreal Cottons à Salaberry-de-Valleyfield                                                                                       |
| 1912           | Réouverture de l'Hôtel-Dieu à Salaberry-de-Valleyfield |
| 1930-1932      | Creusement du deuxième canal de Beauharnois et aménagement de la centrale de Beauharnois                                                                                 |
| 1937           | Importantes grèves, notamment à Salaberry-de-Valleyfield |
| 1941-1945      | Croissance économique liée à la fabrication de matériel militaire en Beauharnois-Salaberry                                                                               |
| 1952           | Grève à la Dominion Textile de Salaberry-de-Valleyfield |
| 1959           | Ouverture de la voie maritime du Saint-Laurent |
| 1967           | Ouverture du Collège de Valleyfield |
| 1988           | Création de la région administrative de la Montérégie |
| 1990           | Occupation du pont Honoré-Mercier par les Mohawks de Kahnawake |
| 1994           | Daniel Johnson (fils), député de Vaudreuil-Soulanges, premier ministre du Québec                                                                                         |
| 1998           | Verglas massif dans le Nord-Est de l'Amérique du Nord |
| 2004           | Création de la conférence régionale des élus de la Vallée-du-Haut-Saint-Laurent                                                                                          |

## Démographie
La population régionale est inégalement répartie. Les MRC de Roussillon et de Vaudreuil-Soulanges représentent les trois quarts de la population de la région. La Vallée-du-Haut-Saint-Laurent connaît une croissance démographique supérieure à celles du Québec et de la Montérégie. Cette croissance est davantage marquée dans la MRC de Vaudreuil-Soulanges, qui forme l'un des pôles de croissance du Québec, ainsi que dans la MRC de Roussillon. Cette croissance s'explique à la fois par la natalité et par la migration en provenance de l'île de Montréal. À l'opposé, la MRC de Beauharnois-Salaberry connaît une croissance modérée alors que le Haut-Saint-Laurent voit sa population baisser. La structure d'âge reflète les différences de croissance; ainsi, en 2012, l'âge médian dans les MRC de Roussillon, de Vaudreuil-Soulanges et des Jardins-de-Napierville est d'environ 39 ans contre 45 dans les MRC de Beauharnois-Salberry et du Haut-Saint-Laurent
| Municipalité régionale de comté / Division de recensement (a) | Population 2001 (c) | Population 2011 | Part 2011 | Densité 2011 (hab/km2) | Variation 2001-11 |
| ------------------------------------------------------------- | ------------------- | --------------- | --------- | ---------------------- | ----------------- |
| Beauharnois-Salaberry                                         | 59 137              | 61 950          | 15,1 %    | 131,6                  | 4,8 %             |
| Haut-Saint-Laurent                                            | 21 851              | 21 197          | 5,2 %     |                        | -3,0 %            |
| Jardins-de-Napierville                                        | 22 820              | 26 234          | 6,4 %     |                        | 15,0 %            |
| Roussillon                                                    | 138 172             | 162 187         | 39,5 %    |                        | 17,4 %            |
| Vaudreuil-Soulanges                                           | 102 100             | 139 353         | 33,9 %    |                        | 36,5 %            |
| Vallée-du-Haut-Saint-Laurent                                  | 344 080             | 410 921         | 100 %     |                        | 19,4 %            |

(a) Une division de recensement est une entité géostatistique de Statistique Canada correspondant à une municipalité régionale de comté au Québec, à la différence près qu'elles incluent les établissements amérindiens rattachés au territoire d'une municipalité régionale de comté sans que ces établissements ne relèvent administrativement de la municipalité régionale de comté.
(b) La superficie correspond à la surface terrestre donnée par le recensement de 2011. Elle comprend les établissements amérindiens. (Entre parenthèses, superficie hors établissement amérindien).
 (c) Population des municipalités régionales de comté correspondant à l'entité administrative, c'est-à-dire hors établissement amérindien. Données de population pour les communautés autochtones indisponibles en 2011.

Sources : 1. Statistique Canada. 2012. Profil du recensement, Recensement de 2011, produit no 98-316-XWF au catalogue de Statistique Canada. Ottawa. Diffusé le 24 octobre 2012. Consulté le 31 janvier 2013. 2. Statistique Canada. 2002. Profil du recensement, Recensement de 2001, Statistique Canada. Ottawa.

## Conférences régionales des élus
La Conférence régionale des élus de la Vallée-du-Haut-Saint-Laurent avait pour mandat le développement régional, dans autant de secteurs que l'agroalimentaire, la culture, le développement économique, le développement social, l'éducation, les ressources naturelles et le tourisme. Son siège était situé à Salaberry-de-Valleyfield et son président était Yves Daoust. La conférence régionale des élus était l'interlocuteur régional privilégié du gouvernement du Québec en matière de développement régional, favorisait la concertation des élus municipaux et intervenants dans la région et établissait des priorités d'investissements gouvernementaux et municipaux quant au développement sur son territoire.

## Économie
La proximité de grands centres de population au carrefour de Montréal, de l'Ontario et de l'état de New York et l'accessibilité rapide par le réseau autoroutier sont des avantages certains pour l'économie régionale. Le fleuve et l'environnement champêtre sont deux ressources majeures pour le développement récréotouristique. La clientèle récréotouristique se compose surtout d'excursionnistes. La CRÉ de la Vallée-du-Saint-Laurent privilégie le développement des marinas, la réouverture du canal de Soulanges, la bonification du vieux canal de Beauharnois, l'intensification des services de navettes et croisières fluviales, le cyclotourisme, le Grand Safari, la structuration de l'interprétation historique et archéologique, l'expérience en agrotourisme, le déploiement d'événements identitaires et la consolidation du tourisme d'affaires. Le mensuel Le Journal d'affaires du Sud-Ouest - Montérégie traire de l'économie de la Vallée-du-Haut-Saint-Laurent et du sud de la Montérégie-Est (MRC du Haut-Richelieu et de Rouville).

## Culture
Les lieux patrimoniaux de la Vallée-du-Haut-Saint-Laurent comprennent entre autres la cathédrale Saint-Cécile, l'église Saint-Michel de Vaudreuil, l'édifice Robert-Lionel-Séguin. Un projet de création collective de mosaïques d'émail sur cuivre, sous la coordination de l'artiste Bernard Séguin Poirier, vise à mettre en valeur 48 lieux de culte de la région.

## Éducation et santé
Le Centre d'études universitaires de la Vallée-du-Haut-Saint-Laurent, qui est rattaché à l'Université du Québec à Trois-Rivières, offre à Salaberry-de-Valleyfield et à Vaudreuil-Dorion des programmes de formation universitaire en administration, comptabilité, gestion des ressources humaines, soins infirmiers, psychologie, santé et sécurité au travail, services de garde, traduction et littérature jeunesse.
Le Cégep de Valleyfield offre la formation de niveau collégial à Salaberry-de-Valleyfield et à Vaudreuil-Dorion.

### Commissions scolaires
- Commission scolaire des Trois-Lacs (Vaudreuil-Soulanges)
- Commission scolaire de la Vallée-des-Tisserands (ouest de la Montérégie: Beauharnois-Salaberry et Haut-Saint-Laurent)
- Commission scolaire des Grandes-Seigneuries (Roussillon et les Jardins-de-Napierville)
- Commission Scoalire New Frontiers (Haut-Saint-Laurent, Roussillon, Jardins-de-Napierville, Beauharnois-Salaberry)